# 新莊北側知識產業園區
新莊北側知識產業園區，又稱為新知產業園區或新北知識產業園區，位於新莊副都心及新北產業園區之間，面積約26公頃，以文化知識流通埠為規劃目標，電腦動畫、數位遊戲及影音為發展重點。自地政局105年完成區段徵收作業後，106年起陸續標售產業專用區，得標進駐廠商包含先鋒科技、貝斯美德、科定企業、台通光電等，產業涵蓋塑膠材料、木竹製品製造、電子資通訊、醫療器材等多方領域廠商。

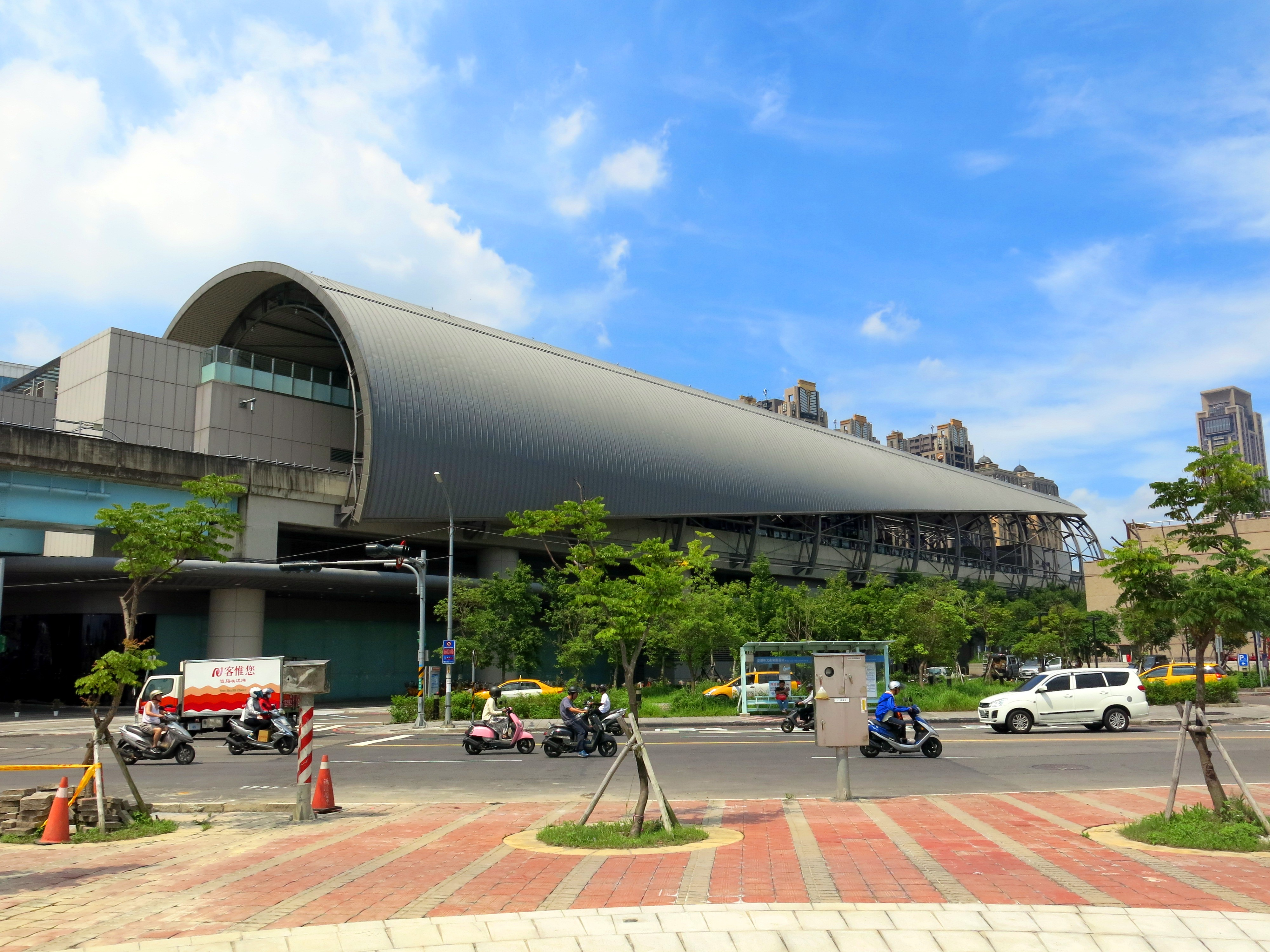
新北產業園區站

## 企業商辦
- 台通光電企業總部
- 科定企業總部
- 夏姿企業總部
- A3寰宇1號
- 先鋒高分子辦公大樓
- 德林建設辦公大樓
- 明水開發辦公大樓